# Flavio Sciolè
Flavio Sciolè (ur. 6 września 1970 w Atri) – włoski aktor, dramaturg, reżyser i pisarz. Występował w 200 filmach.

## Filmografia
- 2000: Giuda
- 2002: Kristo 33
- 2002: Delirium
- 2005: Ipotesi Per Un Delirio
- 2006: Sublimesubliminale
- 2007: Aman4aman
- 2008: Art 4 Nothing
- 2010: Sublime rain, sublime pain
- 2011: Mondo Delirium
- 2015: L'uomo nero
- 2022: Dorian Zero: In Transit to Bermuda[5]